# Neoregostoma discoideum
Neoregostoma discoideum là một loài bọ cánh cứng trong họ Cerambycidae.